# Gentianella armerioides
Gentianella armerioides är en gentianaväxtart som först beskrevs av August Heinrich Rudolf Grisebach och Ernest Friedrich Gilg, och fick sitt nu gällande namn av J.S. Pringle. Gentianella armerioides ingår i släktet gentianellor, och familjen gentianaväxter. Inga underarter finns listade i Catalogue of Life.